# Torbat-e Heydariyeh
Torbat-e Heydariyeh (persiska تربت حيدريه) är en stad i nordöstra Iran. Den ligger i provinsen Razavikhorasan och har cirka 140 000 invånare.